# 圣老楞佐广场
43°46′29.18″N 11°15′17.49″E / 43.7747722°N 11.2548583°E

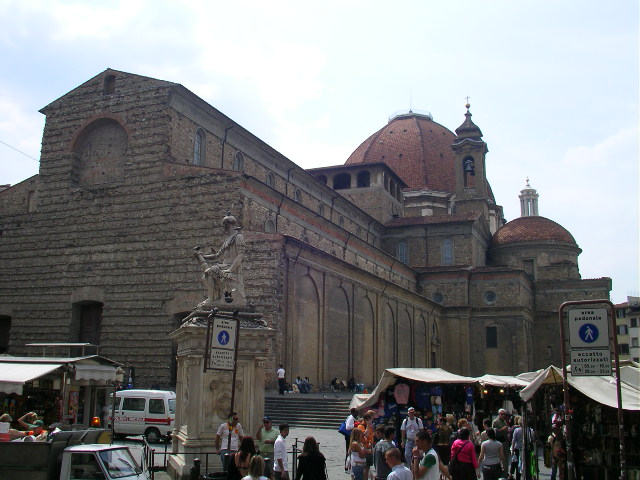
圣老楞佐大殿周围活跃的市场

圣老楞佐广场（Piazza San Lorenzo）是意大利佛罗伦萨的一个广场，广场的主要建筑是后部有圆形穹顶的佛罗伦萨圣老楞佐大殿。

## 广场
这个广场以生机勃勃的圣老楞佐市场而著称，这个市场是整天开放（星期一例外）。在教堂未完成的正立面旁，是修道院和由米开朗琪罗设计的美第奇老楞佐图书馆（Biblioteca Mediceo Laurenziana），右边是科西莫一世的父亲，黑條喬凡尼的雕像，由巴喬·班迪內利雕刻于1540年，现在下面有一喷泉。在东面可以看到美第奇-里卡迪宫（Palazzo Medici Riccardi）的后部，大门开向花园，长期作为欣赏附近的美丽建筑物的替补席。

## 乔瓦尼·达莱·班德·内雷雕像

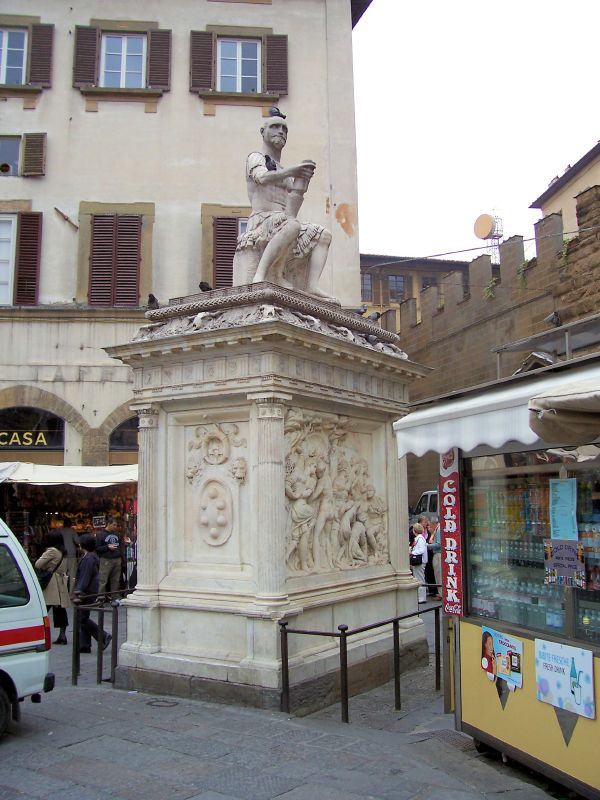
乔瓦尼·达莱·班德·内雷雕像

## 圣老楞佐大殿
佛罗伦萨圣老楞佐大殿是该市最重要的教堂之一，根据文献记载，393年米兰主教安波罗修访问佛罗伦萨主教时已经存在。自从乔凡尼·德·美第奇起，受到美第奇家族的保护，1419年由菲利波·布鲁内列斯基加以改建。